# Рэмзи, Джордж
Джордж Ба́ррелл Рэ́мзи (англ. George Burrell Ramsay; 1 марта 1855, Глазго — 7 октября 1935, Лландриндод-Уэлс) — шотландский футболист и футбольный тренер. Наиболее известен как секретарь, а впоследствии и главный тренер английского клуба «Астон Вилла» в самый успешный период его истории.

## Карьера игрока
Джордж Рэмзи родился в Глазго, в начале 1870-х годов переехал в Бирмингем в поисках работы. В 1874 году посетил тренировку «Астон Виллы» и продемонстрировал отличное владение мячом, после чего его пригласили играть за команду. Вскоре он был назначен капитаном. Он пригласил в «Астон Виллу» талантливого нападающего Арчи Хантера из клуба «Терд Ланарк».
«Астон Вилла» для меня была клубом, быстро вышедшим на первые роли, и когда мне предложили играть за неё, я некоторое время колебался. Но в итоге друг сообщил мне, что «брат шотландец», мистер Джордж Рэмзи, является капитаном «Виллы». Это сняло все сомнения. Мистер Рэмзи был из Глазго и очень достойно проявил себя, чтобы вывести «Виллу» на ведущие позиции.
Арчи Хантер. Triumphs of the Football Field
Рэмзи и Хантер в «Астон Вилле» использовали игру в пас. «Игра в пас» (командная игра) была основным стилем игры в футбол в Шотландии, тогда как в Англии большинство команд того времени использовали «игру в дриблинг» (попытка в одиночку пройти как можно больше соперников). «Игра в пас» была привнесена в английский футбол, согласно мнению многих экспертов, именно усилиями Рэмзи и Хантера.
В 1880 году «Вилла» выиграла Большой кубок Бирмингема (Рэмзи был капитаном этой команды). В сезоне 1880/81 «Астон Вилла» выиграла 21 матч из 25, а также стала победителем Кубка Стаффордшира. Во многом это была заслуга Рэмзи, набравшего отличную игровую форму. Однако уже в июне 1882 года Джордж был вынужден завершить карьеру игрока, получив серьёзную травму.

## Тренерская карьера

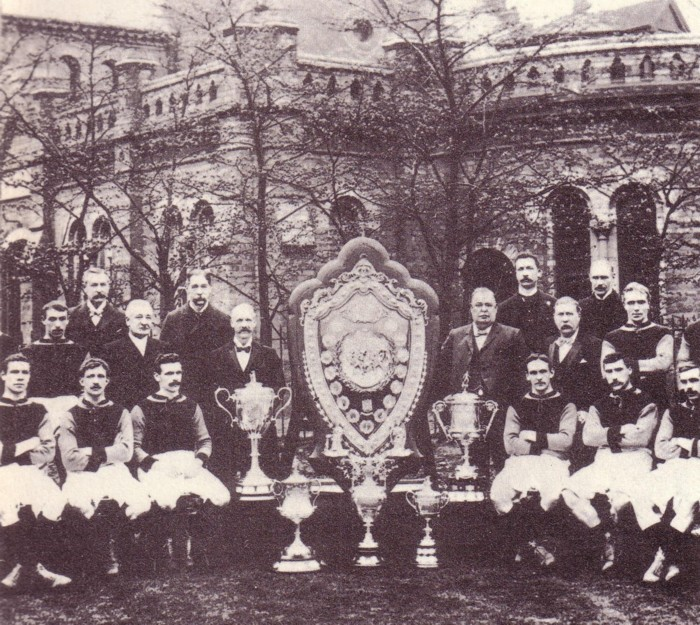
Рэмзи создал успешную команду, выигравшую множество титулов в конце XIX века

В 1884 году Джордж Рэмзи был назначен секретарём футбольного клуба «Астон Вилла» (секретарь в те времена осуществлял примерно те же функции, что и современные главные тренеры клубов). Он возглавлял «Астон Виллу» на протяжении 42 лет, до 1926 года, в течение которых бирмингемский клуб по 6 раз выигрывал Футбольную лигу и столько же раз — Кубок Англии. Этот период считается «золотой эрой» в истории клуба.
В 1926 году 71-летний Рэмзи ушёл с поста секретаря «Астон Виллы», став почётным советником и вице-президентом клуба. В 1935 году Джордж Рэмзи умер в возрасте 80 лет. На его могильной плите написано: «Основатель „Астон Виллы“».

## Личная жизнь
Рэмзи переехал в Бирмингем около 1871 года, работал в меднолитейной мастерской до 1884 года. В 1894 году женился на Фэнни, уроженке Астона. У него было двое сыновей и одна дочь.

## Достижения
Астон Вилла
- Чемпион Первого дивизиона (6): 1893/94, 1895/96, 1896/97, 1898/99, 1899/1900, 1909/10
- Обладатель Кубка Англии (6): 1887, 1895, 1897, 1905, 1913, 1920